# Hình học phức
Trong toán học, hình học phức là ngành nghiên cứu về các đa tạp phức, các đa tạp đại số phức và các hàm biến phức. Các phương pháp chủ đạo bao gồm hình học đại số cùng với các khía cạnh hình học của giải tích phức.

## Định nghĩa
Một đa tạp phức là một không gian tô pô {\displaystyle M} thỏa mãn:
- {\displaystyle M} là Hausdorff và có một cơ sở đếm được.
- {\displaystyle M} đồng phôi địa phương với các tập mở của {\displaystyle \mathbb {C} ^{n}}với {\displaystyle n} cố định, tức là với mọi {\displaystyle p\in M}, tồn tại một lân cận mở {\displaystyle U} chứa {\displaystyle p} và một đồng phôi {\displaystyle \varphi :U\to V} với {\displaystyle V\subseteq \mathbb {C} ^{n}}. Một cặp {\displaystyle (U,\phi )} như vậy được gọi là một bản đồ. Một tập hợp các bản đồ phủ {\displaystyle M} được gọi là một át-lát của {\displaystyle M}.
- Các ánh xạ chuyển bản đồ {\displaystyle \psi \circ \varphi ^{-1}:\varphi (U_{1}\cap U_{2})\to \psi (U_{1}\cap U_{2})} là các hàm song chỉnh hình.
- (Tập hợp tất cả các bản đồ tương thích với cấu trúc phức của {\displaystyle M} được gọi là át-lát tối đại của {\displaystyle M}).

Một hàm số {\displaystyle f:M\to \mathbb {C} } được gọi là một hàm chỉnh hình (hay giải tích) nếu {\displaystyle f\circ \phi ^{-1}} là một hàm chỉnh hình với mọi bản đồ {\displaystyle \phi }.
Ngoài các cấu trúc trơn như các đa tạp phức, hình học phức cũng xét các cấu trúc kì dị (suy biến) hơn.
Một tập hợp con giải tích của một đa tạp phức M là các không điểm cục bố của một họ các hàm giải tích trên M. Tức là, {\displaystyle X\subset M} là một tập hợp con giải tích nếu:
- Với mọi {\displaystyle p\in X}, tồn tại một tập mở {\displaystyle U} chứa {\displaystyle p} các hàm chỉnh hình {\displaystyle f_{1},\dots ,f_{k}:U\to \mathbb {C} } sao cho {\displaystyle X\cap U=\{z\in U\mid f_{1}(z)=\cdots =f_{k}(z)=0\}=Z(f_{1},\dots ,f_{k})}

{\displaystyle X} được gọi là không gian giải tích nếu nó là một không gian tô pô bất khả quy (với tô pô Zariski).

### Ví dụ
Một đa tạp phức một chiều là một mặt Riemann.

## Phương pháp giải tích điều hòa
Một số kết quả sâu sắc trong hình học phức thu được với sự trợ giúp của giải tích điều hòa.

## Định lý triệt tiêu
Các định lý triệt tiêu thể hiện sự triệt tiêu của một số nhóm đồng điều/đối đồng điều.
Nhiều định lý triệt tiêu trong hình học phức, với cả hai trường hợp đa tạp compact và không compact, được chứng minh bằng phương pháp Bochner.